# Ethiopia
Ethiopia, quốc hiệu là Cộng hòa Dân chủ Liên bang Ethiopia, là một quốc gia nội lục ở vùng sừng châu Phi giáp với Eritrea về phía bắc, Djibouti về phía đông bắc, Somalia về phía đông, Kenya về phía nam, Nam Sudan về phía tây và Sudan về phía tây bắc. Với dân số hơn 109 triệu người tính đến năm 2019, Ethiopia là quốc gia đông dân thứ 12 trên thế giới, quốc gia đông dân thứ hai tại châu Phi sau Nigeria và là quốc gia nội lục đông dân nhất trên thế giới. Ethiopia có tổng diện tích 1.100.000 km vuông. Thủ đô và thành phố lớn nhất của Ethiopia là Addis Ababa, nằm cách Khe nứt Đông Phi vài cây số về phía tây, chia cắt đất nước thành các mảng kiến tạo châu Phi và Somali. Bản sắc dân tộc Ethiopia được đặt trong vai trò lịch sử và đương đại của Kitô giáo và Hồi giáo, và sự độc lập của Ethiopia khỏi sự cai trị của ngoại bang bắt nguồn từ các vương quốc Ethiopia cổ xưa khác nhau.
Trong hầu hết chiều dài lịch sử, Ethiopia theo chế độ quân chủ lập hiến và dấu vết về triều đại phong kiến ở Ethiopia bắt đầu từ thế kỷ 2 TCN. Ethiopia cũng là một trong những địa điểm cổ nhất mà con người từng sinh sống. Nơi đây có thể là khu vực mà những người Homo sapiens xây dựng nên Trung Đông đầu tiên và các điểm xung quanh đó. Bên cạnh Đế quốc La Mã, Trung Quốc và Ba Tư, Vương quốc Aksum của Ethiopia được xem là một trong 4 quốc gia có sức mạnh lớn nhất thế giới vào thế kỷ 3. Trong suốt thời kỳ Tranh giành châu Phi, Ethiopia là quốc gia châu Phi duy nhất bên cạnh Liberia giữ vững được chủ quyền như là một quốc gia độc lập, và là một trong 4 thành viên châu Phi thuộc Hội Quốc Liên. Sau một giai đoạn ngắn bị Ý chiếm đóng, Ethiopia trở thành thành viên sáng lập của Liên Hợp Quốc. Khi các quốc gia khác được trao trả độc lập sau Chiến tranh thế giới thứ hai, một số quốc gia đó sử dụng màu cờ của Ethiopia, và Addis Ababa trở thành nơi đặt trụ sở của nhiều tổ chức quốc tế ở châu Phi.
Ethiopia là quốc gia có tiềm năng thủy điện lớn thứ 2 ở châu Phi, với hơn 85% nguồn nước có từ các dòng của sông Nile, và có đất đai màu mỡ nhưng quốc gia này từng trải qua hàng loại các đợt đói trong thập niên 1980, và các đợt đói này càng trở nên trầm trọng hơn bởi ảnh hưởng của địa chính trị và các cuộc nội chiến, làm cho hàng trăm ngàn người chết. Tuy nhiên, quốc gia này đã bắt đầu hồi phục một cách chậm chạp, và Ethiopia ngày nay là nền kinh tế lớn nhất Đông và Trung Phi tính theo GDP. và là một trong những nền kinh tế có tốc độ phát triển nhanh nhất trên thế giới. Quốc gia này nắm nhiều quyền lực trong vùng sừng châu Phi và đông Phi. Gần đây, vi phạm nhân quyền dưới ở Ethiopia thời thủ tướng Meles Zenawi đã được báo cáo, mặc dù quốc gia này có quyền lực chính trị, ngoại giao và kinh tế dẫn đầu ở châu Phi.

## Lịch sử

### Cổ đại
Cuối thế kỷ I TCN, trên bờ Hồng Hải châu Phi xuất hiện vương quốc Aksum của dân tộc Sabae (tiếng Do Thái cổ là Sheba). Quốc gia do dòng họ Solomon cai quản, họ gọi mình là dòng dõi trực tiếp của thánh đế Solomon và hoàng hậu Saba (Sheba). Kitô giáo trở thành giáo hội quốc gia của vương quốc Aksum vào thế kỷ thứ IV dưới thời vua 'Ezana, khiến đây là nơi thứ 3 trên thế giới công nhận Kitô giáo là quốc giáo, sau Armenia và Gruzia. Từ thế kỷ VII, vương quốc dần dần mất đi sự hùng mạnh và ảnh hưởng của mình, đồng thời mất cả lãnh thổ.
Đầu thế kỷ X, dòng họ Solomon bị triều đại Zagve lật đổ, đó là những người cai quản vùng Lasta cũng trên cao nguyên Ethiopia. Khoảng năm 1260, dòng họ Solomon giành được quyền lực trên phần lớn Ethiopia, nhưng các tín đồ Hồi giáo vẫn kiểm soát vùng bờ biển và miền đông nam. Trong thời gian thống trị của Zara Jacob (năm 1434 – 1468) việc quản lý giáo hội Ethiopia được cải tổ. Lúc đó đã xuất hiện hệ thống chính trị đặc trưng cho quyền lực của tuyệt đối của quốc vương, những nét căn bản của hệ thống này được gìn giữ cho đến giữa thế kỷ 20.
Khi những tín đồ Hồi giáo Harera xâm nhập vào Ethiopia (năm 1527), hoàng đế, giờ đây các nhà cầm quyền bắt đầu gọi như vậy, cầu cứu những người Tây Ban Nha. Nhờ sự giúp đỡ của họ, Ethiopia giành được quyền chiến thắng vào năm 1542, sự cố gắng của nhà truyền giáo dòng Tên định hướng hoàng đế theo Công giáo Rôma đã không thành công.
Vài thế kỷ tiếp theo (thế kỷ 17 – 19), được đánh dấu là những thời kỳ thịnh vượng của nền văn hóa dân tộc. Trong đó, những truyền thống Hồi giáo và Kitô giáo kết hợp một cách đáng ngạc nhiên. Có những thời kỳ dài bất ổn định và phân tán, trong những năm nặng nề này, giáo hội là sức mạnh liên kết chủ yếu.

### Thời kỳ đế quốc (1855–1916)
Trong những năm 1870 của thế kỷ 19, kẻ thù chính của đế quốc (lúc này là các nhóm quốc gia bán độc lập) là Ai Cập. Năm 1875 Ai Cập và những tín đồ Hồi giáo Harera cùng tấn công Ethiopia từ phía bắc và phía đông. Cuộc tấn công bị chặn lại nhưng Ai Cập vẫn tiếp tục chiếm đóng các cảng ở Hồng Hải và ở Somalia, gây khó khăn trong việc cung cấp cho quân đội Ethiopia và cả dân thường. Năm 1898 hoàng đế Joan IV mất trong một cuộc xung đột quân sự với Sudan. Hoàng đế mới là Menelic đã sáp nhập vào Ethiopia những lãnh thổ mới và thành lập thủ đô mới Addis Ababa.
Cùng với sự khai mở kênh đào Suez, năm 1869 các thủ lĩnh châu Âu chú ý đến bờ dải Hồng Hải. Năm 1872, Ý chiếm cảng Aseb và năm 1885 chiếm Massau. Năm 1895, giữa Ý và Ethiopia nổ ra cuộc chiến tranh, kết cuộc là Ý thất bại vào năm sau ở Adua.

### Vương triều Selassie (1916–1974)

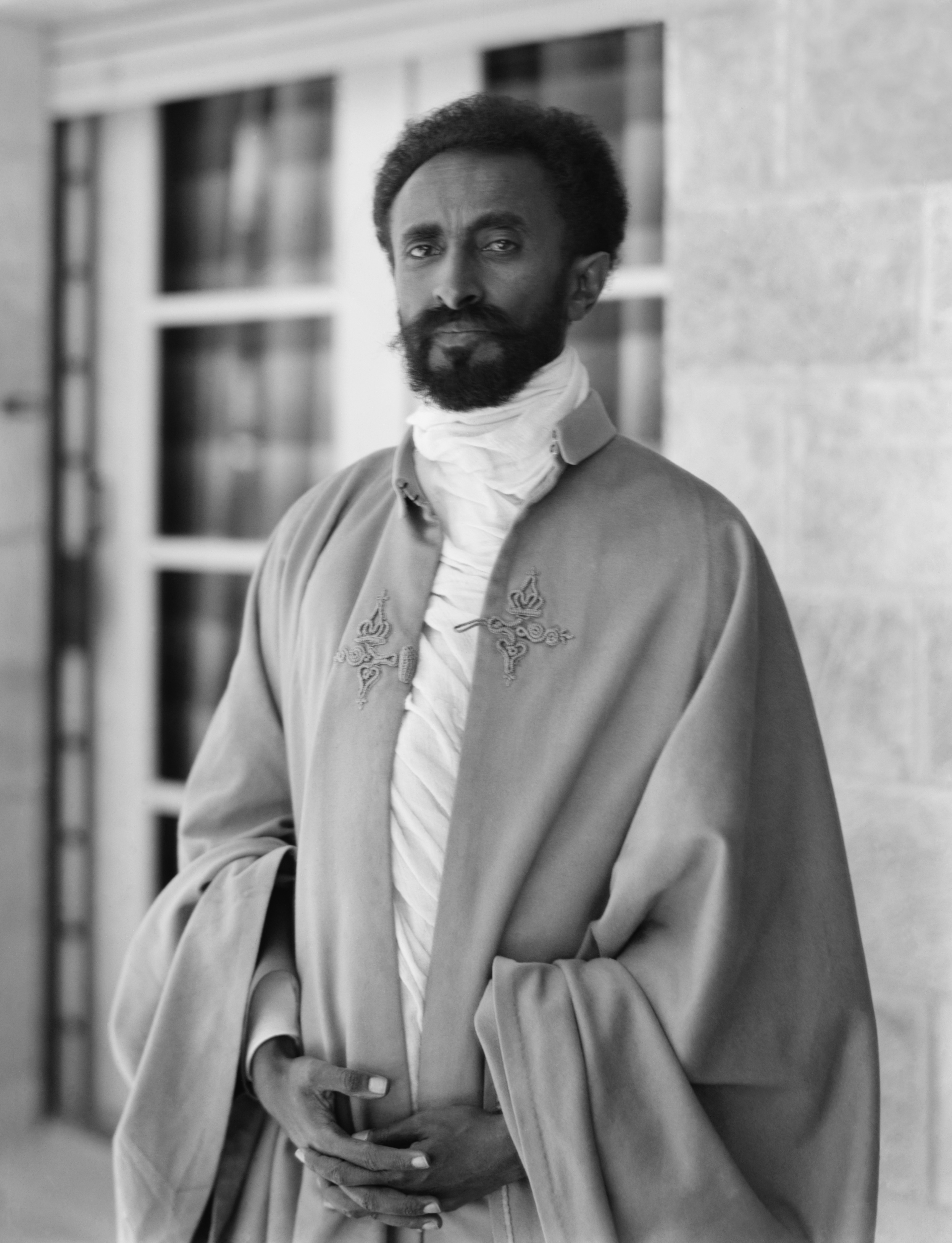
Hoàng đế Haile Selassie

Năm 1930, Tafari Maconnen lên ngôi, tuyên bố mình là hoàng đế Haile Selassie I. Đồng thời phát xít Ý chuẩn bị cuộc xâm lược mới. Ông đã tiến hành hiện đại hóa Ethiopia từ năm 1916, từ thời Zewditu nắm quyền và sau này khi đã trở thành nhà lãnh đạo trên thực tế của đế quốc Ethiopia. Sau cái chết của Zewditu, ông đã được lên ngôi Hoàng đế ngày 2 tháng 11 năm 1930.
Sự độc lập của Ethiopia bị gián đoạn bởi Chiến tranh Ý - Abyssinian lần thứ hai và sự xâm lược của Ý (1936-1941). Trong thời gian này, Haile Selassie kêu gọi Liên Hợp Quốc hỗ trợ mình vào năm 1935. Sau khi Ý tham gia vào Chiến tranh thế giới thứ hai, các lực lượng của Đế quốc Anh, cùng với những người yêu nước Ethiopia, đã chính thức giải phóng Ethiopia trong chiến dịch Đông Phi năm 1941. Một chiến dịch du kích Ý vẫn tiếp tục cho đến năm 1943. Tiếp theo đó là sự công nhận đầy đủ chủ quyền của Anh đối với Ethiopia (tức là không có bất kỳ ưu đãi đặc biệt của Anh), với việc ký kết Hiệp định Anh-Ethiopia vào tháng 12 năm 1944. Ngày 26 tháng 8 năm 1942, Haile Selassie đã đưa ra một tuyên bố bãi bỏ chế độ nô lệ ở nước này. Ethiopia có từ hai đến bốn triệu người nô lệ trong những năm đầu thế kỷ 20, trong tổng dân số khoảng mười một triệu.
Ngày 24 tháng 10 năm 1945, Ethiopia trở thành một thành viên sáng lập của Liên Hợp Quốc. Năm 1952, Ethiopia thành lập một liên bang với Eritrea. Năm 1962, Hoàng đế Haile Selassie giải tán liên bang và sáp nhập Eritrea vào Ethiopia, châm ngòi Chiến tranh giành độc lập Eritrea. Haile Selassie cũng đóng vai trò chính trong việc thành lập Tổ chức châu Phi Thống nhất. Sau khủng hoảng dầu mỏ 1973, giá xăng dầu tại Ethiopia tăng mạnh từ ngày 13 tháng 2 năm 1974, dẫn tới các cuộc biểu tình của sinh viên và công nhân. Nội các của Aklilu Habte-Wold đổ và Endelkachew Makonnen được bổ nhiệm làm thủ tướng mới.

### Thời kì Derg (1974–1991)

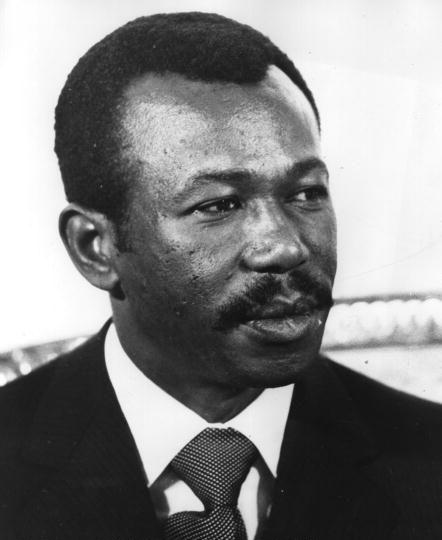
Mengistu Haile Mariam bị kết án tử hình vắng mặt vì những tội ác của ông trong thời gian cầm quyền.

Ngày 12 tháng 9 năm 1974, Haile Selassie bị một ủy ban gồm các sĩ quan quân đội, cảnh sát tên là Derg lật đổ trong một cuộc đảo chính. Sau khi hành quyết 60 quan chức, sĩ quan quân đội, Hội đồng hành chính quân sự lâm thời phế bỏ chế độ quân chủ vào tháng 3 năm 1975 và thành lập một nhà nước cộng sản. Chế độ mới tiến hành chính sách bãi bỏ phong kiến, phổ cập giáo dục, quốc hữu hóa nền kinh tế và cải cách ruộng đất, bao gồm tái định cử và nông thôn hóa dân cư từ Cao nguyên Ethiopia.
Hội đồng Quân sự Hành chính Lâm thời công bố bản "Hiến pháp", theo đó Ethiopia theo chủ nghĩa xã hội và thời kì 1974 đến 1987, thế giới quen gọi Ethiopia là nước Ethiopia xã hội chủ nghĩa. Năm 1987, Ethiopia đổi tên là Cộng hòa Dân chủ nhân dân Ethiopia và thay đổi về hệ thống chính trị với cương vị lãnh đạo nhà nước là Chủ tịch nước Cộng hòa Dân chủ nhân dân Ethiopia nhưng cương vị này đến khi bị bãi bỏ vẫn do Nguyên Chủ tịch Hội đồng Quân chính lâm thời nắm giữ.
Về một số chính sách của Ban lãnh đạo Nhà nước đã xây dựng những trại định cư cho nhân dân ở những nơi có nguồn nước và đặc biệt hơn cả là chống lại sự xâm lược của quân Somalia. Nhưng những vấn đề về nông nghiệp vẫn không được Nhà nước chú ý và quan tâm đúng mức. Từ năm 1983 đến 1985, ở Ethiopia đã xảy ra nạn đói làm khoảng 1 triệu người chết.
Trong Cách mạng 1989, các nhà nước xã hội chủ nghĩa ở Đông Âu sụp đổ. Năm 1990, Liên Xô ngừng viện trợ cho Ethiopia. Mặt trận Dân chủ Cách mạng Nhân dân Ethiopia tiến vào Addis Ababa vào tháng 5 năm 1991. Mengistu trốn ra nước ngoài và được cho tị nạn tại Zimbabwe.

### Cộng hòa Dân chủ Liên bang (1991 – hiện tại)

Tình hình Nội chiến Ethiopia tính đến tháng 9 năm 2023

Tháng 7 năm 1991, Mặt trận Dân chủ Cách mạng Nhân dân Ethiopia triệu tập Hội nghị toàn quốc để thành lập Chính phủ lâm thời Ethiopia và ban hành hiến pháp lâm thời. Cơ quan chính của Chính phủ lâm thời là Hội đồng Đại biểu gồm 87 thành viên. Năm 1994, hiến pháp mới được ban hành, thành lập nhà nước Cộng hòa Dân chủ Liên bang Ethiopia với thể chế cộng hòa đại nghị.
Tháng 4 năm 1993, Eritrea giành độc lập từ Ethiopia sau một cuộc trưng cầu ý dân toàn quốc. Xung đột biên giới giữa Eritrea và Ethiopia châm ngòi Chiến tranh Eritrea–Ethiopia vào tháng 5 năm 1998. Chiến sự kéo dài đến tháng 6 năm 2000 và gây thiệt hại ước tính một triệu đô la Mỹ mỗi ngày cho cả hai nước, tác động tiêu cực đến nền kinh tế Ethiopia. Xung đột biên giới giữa hai nước chấm dứt vào năm 2018.
Xung đột sắc tộc gia tăng vào cuối thập niên 2010 và đầu thập niên 2020, buộc hàng triệu người Ethiopia phải di tản. Năm 2020, chính quyền liên bang quyết định dời lại cuộc tổng tuyển cử đến năm 2021 vì đại dịch COVID-19. Tuy nhiên, Mặt trận Giải phóng Nhân dân Tigray tại Vùng Tigray phản đối quyết định này và tự tổ chức bầu cử vào ngày 9 tháng 9 năm 2020. Quan hệ giữa chính quyền liên bang và Tigray xấu đi nhanh chóng. Tháng 11 năm 2020, chính quyền liên bang tiến hành một chiến dịch  tại Tigray nhằm đáp trả các cuộc tấn công đơn vị quân đội đóng tại khu vực. châm ngòi Chiến tranh Tigray. Tính đến tháng 3 năm 2022, 500.000 người đã thiệt mạng vì bạo lực và đói kém. Sau nhiều nỗ lực hòa giải, hòa đàm, chính quyền liên bang và phiến quân Tigray đạt được một thỏa thuận đình chỉ chiến sự vào ngày 2 tháng 11 năm 2022. Sau đó, quan hệ giữa chính quyền liên bang và đồng minh là dân quân Fano xấu đi vào giữa năm 2023, dẫn tới Chiến tranh Amhara. Theo báo cáo của Ủy ban Nhân quyền Ethiopia, Lực lượng Quốc phòng Ethiopia đã vi phạm nhân quyền trên diện rộng tại Amhara, bao gồm khám xét từng nhà, hành quyết, thảm sát và giam giữ trái luật. Đầu năm 2024, 50 đến 100 người tại thị trấn Merawi ở Amhara bị thảm sát.

## Địa lý

### Địa hình

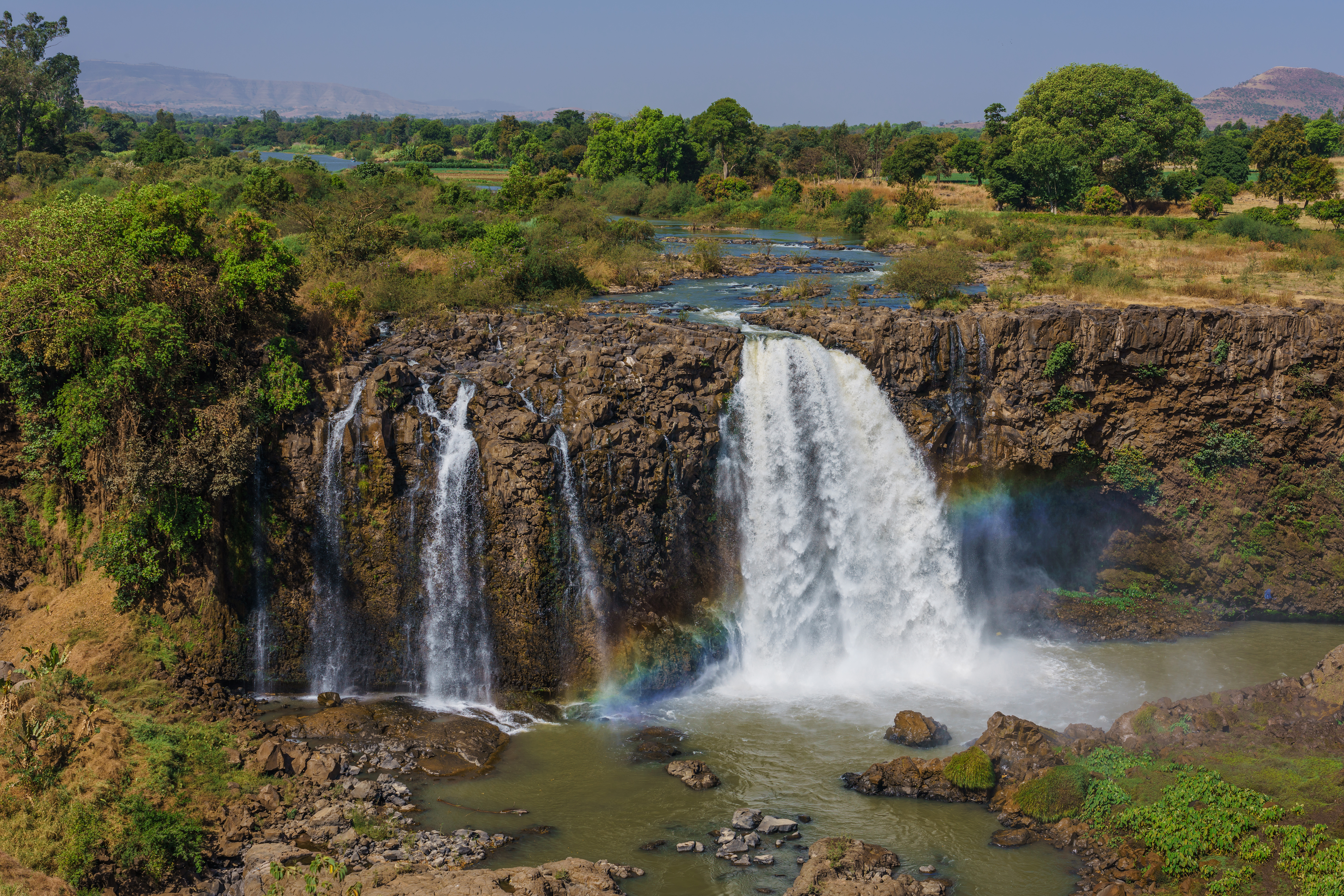
Thác nước tự nhiên

Với diện tích 435.071 dặm vuông Anh (1.126.829 km2), Ethiopia là quốc gia rộng hàng 27 trên thế giới, tương đương với kích thước của Bolivia. Quốc gia này nằm giữa vĩ độ 3°B và 15°B, và kinh độ 33°Đ và 48°Đ. Ethiopia nằm ở Đông Phi, Bắc giáp Eritrea, Nam giáp Kenya, Đông giáp Djibouti và Somalia, Tây giáp Sudan và Nam Sudan.
Hơn một nửa lãnh thổ của Ethiopia là cao nguyên Ethiopia (cao trung bình 1.600 – 2.000m), bị nhiều sông và hẻm sâu xuyên cắt. Cao nguyên bị cắt ngang bởi thung lũng Lớn – vùng đứt gãy của vỏ Trái Đất. Trong phạm vi của thung lũng Lớn có vào hồ kiến tạo lớn (Tana, Turcana và các hồ khác), những núi cao nhất cũng nằm ở đây (núi Ras – Dashen, 4.620m). Vùng lũng hẹp dài Rift Valley gồm một số hồ rải rác và sông Awash kéo dài theo hướng Đông Bắc-Tây Nam, chia vùng cao nguyên Tây Bắc và khối núi Harar. Các vùng đồng bằng ngoại biên phần lớn là sa mạc.
- Các sông chính: Sông Nil Xanh (đoạn chảy qua Ethiopia dài khoảng 1.370 km), sông Dawa, sông Awash, sông Shebele.
- Các hồ chính: Hồ Tana, hồ Abbé, hồ Zway, hồ Abeba, hồ Turkana.
- Tài nguyên thiên nhiên: Vàng (trữ lượng nhỏ), platin, đồng, bồ tạt, khí đốt, thủy điện.
- Khí hậu: Vùng phía Bắc và phía Đông có khí hậu rất nóng, vùng cao nguyên và núi có khí hậu ôn hòa hơn.
- Môi trường: Nạn phá rừng; đất bị xói mòn; tình trạng chăn thả quá mức; thiếu đồng cỏ; sa mạc hóa; nạn đói.

### Khí hậu

Phân loại khí hậu Köppen của Ethiopia

Khí hậu chủ yếu ở Ethiopia là nhiệt đới gió mùa, với sự thay đổi do địa hình gây ra. Hầu hết các thành phố lớn của đất nước nằm ở độ cao khoảng 2.000-2.500 m (6,562-8,202 ft) trên mực nước biển, bao gồm cả thủ đô lịch sử như Gondar và Aksum.
Thủ đô hiện đại Addis Ababa nằm ở chân núi Entoto ở độ cao khoảng 2.400m với khí hậu trong lành và dễ chịu. Với nhiệt độ quanh năm tương đối ổn định, các mùa ở Addis Ababa chủ yếu được xác định bởi lượng mưa, với một mùa khô từ tháng 2, một mùa mưa tháng 9. Lượng mưa trung bình hàng năm khoảng 1.200mm.
Có trung bình 7 giờ nắng mỗi ngày, có nghĩa là nắng khoảng 60% thời gian ban ngày. Mùa khô là thời điểm nắng nhất của năm, mặc dù ngay cả ở đỉnh cao của mùa mưa vào tháng 7 và tháng 8 vẫn còn vài giờ mỗi ngày có ánh nắng mặt trời. Nhiệt độ trung bình hàng năm tại Addis Ababa là 16 °C (60,8 °F), với nhiệt độ tối đa hàng ngày trung bình 20-25 °C (68-77 °F) trong suốt cả năm, và giảm xuống thấp vào đêm trung bình 5-10 °C (41-50 °F).
Thành phố lớn nhất và các điểm du lịch ở Ethiopia nằm ở độ cao tương tự như Addis Ababa và cũng có khí hậu tương tự. Ở các vùng thấp hơn, đặc biệt là vùng đồng cỏ và cây bụi ở phía đông của đất nước, khí hậu nóng và khô hơn đáng kể.

## Chính trị

### Chính phủ

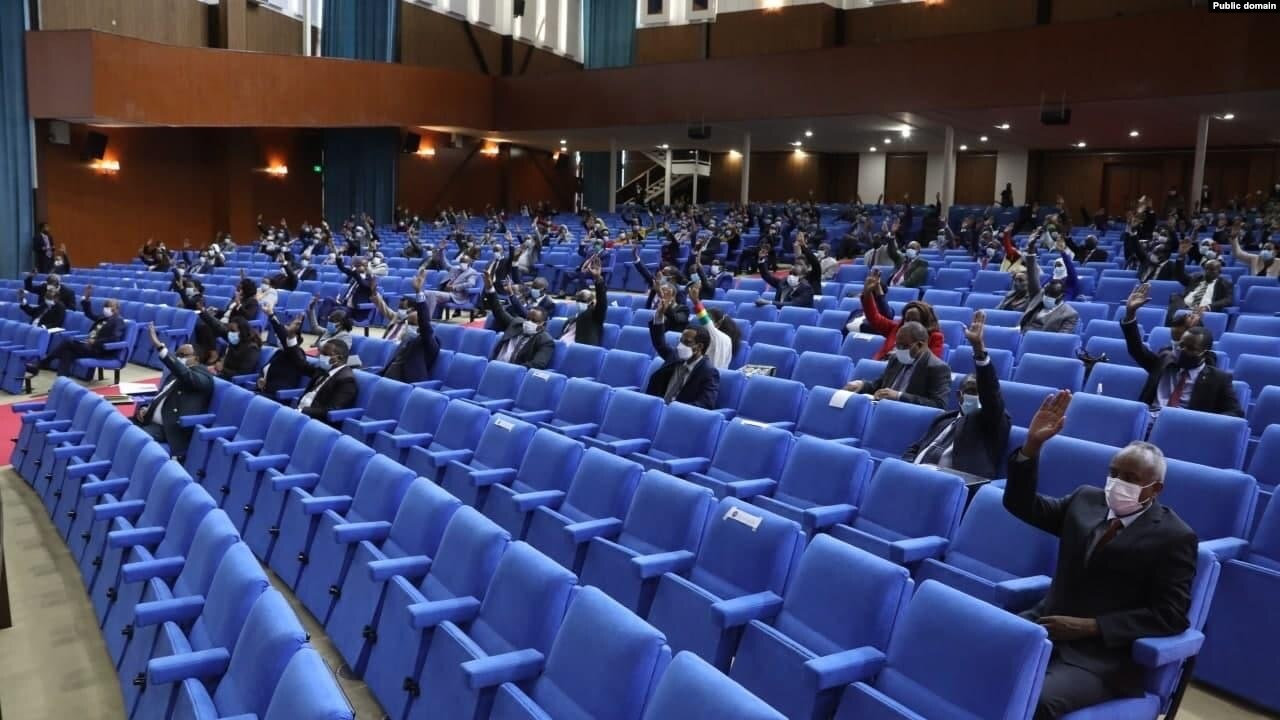
Viện Đại biểu nhân dân là hạ viện của Nghị viện Liên bang Ethiopia.

Ethiopia là một nước cộng hòa đại nghị liên bang, trong đó thủ tướng là người đứng đầu chính phủ và tổng thống là nguyên thủ quốc gia mang tính nghi lễ. Chính phủ thực hiện quyền hành pháp. Nghị viện Liên bang là cơ quan lập pháp lưỡng viện. Viện Liên bang là thượng viện của Nghị viện Liên bang, gồm 108 thượng nghị sĩ do các hội đồng vùng bầu ra. Viện Đại biểu nhân dân là hạ viện của Nghị viện Liên bang, gồm 547 dân biểu được bầu trực tiếp.

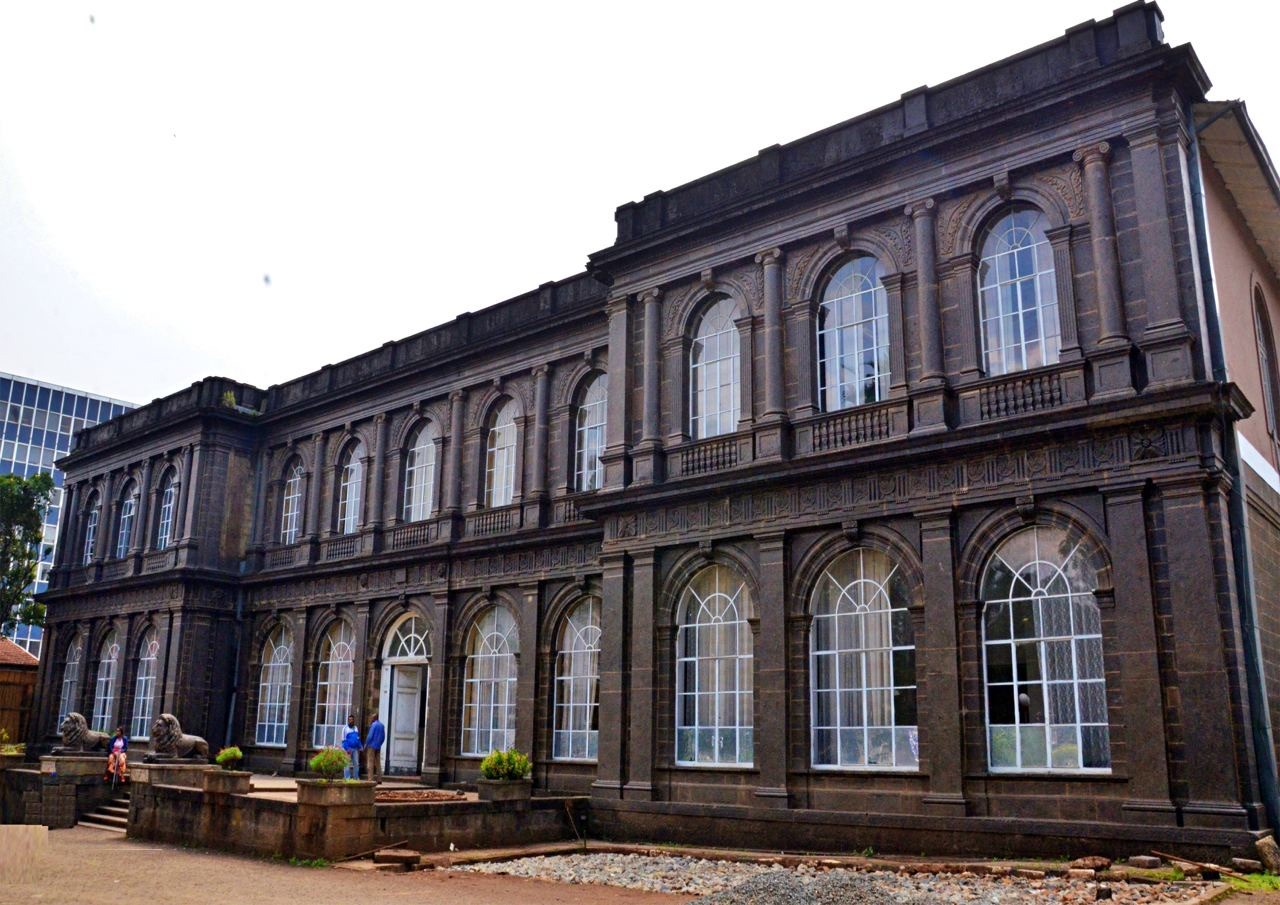
Tòa án liên bang tối cao là tòa án cao nhất của Ethiopia.

Hệ thống tư pháp Ethiopia gồm hai hệ thống tòa án song song: tòa án liên bang và tòa án bang. Tòa án liên bang tối cao thực hiện quyền tư pháp liên bang và có thẩm quyền hủy bỏ bản án, quyết định của tòa án liên bang cấp dưới. Ngoài ra, Tòa án liên bang tối cao có thể tổ chức xét xử lưu động tại bất cứ khu vực nào được chỉ định thuộc thẩm quyền của Tòa án nếu cần thiết  "để đảm bảo hoạt động tư pháp hiệu quả".
Theo Chỉ số dân chủ được công bố bởi Cơ quan Tình báo kinh tế vào cuối năm 2010, Ethiopia là một "chế độ độc tài", đứng thứ 118 trong số 167 quốc gia được khảo sát. Ethiopia đã giảm 12 điểm trong danh sách từ năm 2006, và các báo cáo mới nhất cho rằng sự sụt giảm là do các cuộc đàn áp của chế độ đối với các hoạt động đối lập, phương tiện truyền thông và xã hội dân sự trước khi cuộc bầu cử quốc hội diễn ra năm 2010, báo cáo đã lập luận rằng Ethiopia một nhà nước độc đảng trên thực tế.

### Đối ngoại
Ethiopia thực hiện đường lối đối ngoại hoà bình, hữu nghị, hợp tác với tất cả các nước, không phân biệt chế độ chính trị và đặt lợi ích dân tộc lên trên hết. Ethiopia tranh thủ tối đa viện trợ của các nước để cứu đói và phục hồi kinh tế. Hiện nay, Ethiopia đã được nhiều nước phương Tây, Mỹ, Trung Quốc quan tâm giúp đỡ những hầu hết mới chỉ dưới hình thức viện trợ nhân đạo.
Ethiopia là nước Kitô giáo nằm giữa 2 nước Hồi giáo (Sudan, Somalia). Ethiopia lại có quan hệ khá mật thiết với Israel nên các nước Hồi giáo vừa gây sức ép, vừa tranh thủ Ethiopia. Libya muốn lôi kéo Ethiopia gia nhập Liên đoàn Ả Rập. Quan hệ Ethiopia với Sudan, Somalia khá căng thẳng và đã xảy ra xung đột. Hai bên tố cáo nhau giúp đỡ lực lượng chống đối lật đổ chính quyền. Ethiopia và Somalia có tranh chấp về vùng Ogaden và đã nổ ra chiến tranh giữa hai nước.
Với vị trí trung tâm ở vùng Sừng châu Phi, cửa ngõ của khu vực Đông phần châu Phi, Ethiopia là nơi đóng trụ sở của hơn 90 tổ chức quốc tế và khu vực như UN, UNDP, WB, AU...

### Phân cấp hành chính
Ethiopia được chia thành bốn cấp hành chính: vùng, khu, quận và phường. Hiện tại, Ethiopia gồm 12 vùng và hai thành phố trực thuộc liên bang là Addis Ababa và Dire Dawa.

Vùng và khu của Ethiopia

## Kinh tế

GDP bình quân đầu người của Ethiopia từ năm 1950 đến năm 2018

Mặc dầu có nhiều tiềm năng quan trọng, nhưng Ethiopia là một trong những nước nghèo và kém phát triển. 3/4 dân số sống bằng trồng trọt cây lương thực ngô, lúa mạch, lúa miến. Cà phê là mặt hàng nông sản xuất khẩu chính. Ngành chăn nuôi (bò, lừa, cừu) tập trung trên các đồng cỏ cao nguyên và ở các vùng duyên hải. Ngành công nghiệp mỏ ít được chú trọng khai thác. Công nghiệp còn trong tình trạng phôi thai: công nghiệp dệt và nông thực phẩm. Ethiopia là một nước kinh tế nông nghiệp chậm phát triển.
- Sản phẩm công nghiệp gồm có: Thực phẩm chế biến, thức uống, kim loại, xi măng, hàng dệt, hóa chất.
- Sản phẩm nông nghiệp gồm có: Cà phê, ngũ cốc, lạc, khoai tây, mía, hạt có dầu, cây qat; da động vật sống, bò, cừu (Cừu Đông Phi), dê (Dê Đông Phi).

Tổng sản phẩm quốc nội theo sức mua năm 2006 là 74,880,000,000 USD. Thu nhập bình quân đầu người 979 USD/người

#### Giao thông vận tải
Ethiopia có 681 km đường sắt từ Addis Ababa đi Djibouti, tất cả 1.000 mm (3 ft 3+3⁄8 in) tầm hẹp. Hiện tại đường sắt nằm dưới sự kiểm soát công giữa Djibouti và Ethiopia, nhưng đang dưới sự đàm phán của tư nhân cho phương tiện tiện ích này. Với một phần đầu tiên cho một chương trình phát triển 10 năm cho đường sá, giữa 1997 và 2002 chính phủ Ethiopian bắt đầu duy trì nỗ lực nhằm cải thiện cơ sở hạ tầng đường sá. Kết quả là năm 2002 Ethiopia có tổng (Liên tỉnh và khu vực) 33.297 km đường, gồm rải nhựa và rải sỏi.

## Nhân khẩu
| Dân tộc của Ethiopia                         | Dân tộc của Ethiopia | Dân tộc của Ethiopia | Dân tộc của Ethiopia | Dân tộc của Ethiopia |
| -------------------------------------------- | -------------------- | -------------------- | -------------------- | -------------------- |
| Dân tộc                                      | Dân tộc              |                      | Dân số (triệu người) | Dân số (triệu người) |
| Người Oromo                                  | Người Oromo          |                      | 25.4 (34.4%)         | 25.4 (34.4%)         |
| Người Amhara                                 | Người Amhara         |                      | 19.9 (27.0%)         | 19.9 (27.0%)         |
| Người Somali                                 | Người Somali         |                      | 4.59 (6.2%)          | 4.59 (6.2%)          |
| Người Tigrayan                               | Người Tigrayan       |                      | 4.49 (6.1%)          | 4.49 (6.1%)          |
| Người Sidama                                 | Người Sidama         |                      | 2.95 (4.0%)          | 2.95 (4.0%)          |
| Người Gurage                                 | Người Gurage         |                      | 1.86 (2.5%)          | 1.86 (2.5%)          |
| Người Welayta                                | Người Welayta        |                      | 1.68 (2.3%)          | 1.68 (2.3%)          |
| Người Afar                                   | Người Afar           |                      | 1.28 (1.7%)          | 1.28 (1.7%)          |
| Người Hadiya                                 | Người Hadiya         |                      | 1.27 (1.7%)          | 1.27 (1.7%)          |
| Người Gamo                                   | Người Gamo           |                      | 1.10 (1.5%)          | 1.10 (1.5%)          |
| Dân tộc khác                                 | Dân tộc khác         |                      | 9.30 (12.6%)         | 9.30 (12.6%)         |
| Dân số theo kết quả điều tra dân số năm 2007 |                      |                      |                      |                      |

Ethiopia là quốc gia nội lục đông dân nhất trên thế giới. Dân số của Ethiopia đã tăng từ 38,1 triệu người vào năm 1983 lên 109,5 triệu người vào năm 2018. Năm 2013, Liên Hợp Quốc ước tính tuổi thọ trung bình của Ethiopia là 56 tuổi đối với nam và 60 tuổi đối với nữ.
Dân số Ethiopia bao gồm hơn 80 sắc tộc. Theo thống kê năm 2007 các nhóm sắc tộc chiếm đa số là Người Oromo 32.1%, Amara 30.1%, Tigraway 6.2%, Somali 5.9%, Guragie 4.3%, Sidama 3.5%, Welaita 2.4%, các dân tộc khác 15.4%.

### Y tế
Chăm sóc sức khỏe cho cộng đồng còn yếu kém. Các căn bệnh như dịch tả, sốt rét, sốt vàng da, suy dinh dưỡng... khá phổ biến. Theo người đứng đầu của Chương trình phòng chống HIV/AIDS, Ethiopia chỉ có 1 bác sĩ y khoa trên 100.000 người. Tuy nhiên, báo cáo năm 2006 của Tổ chức Y tế Thế giới đưa ra con số là khoảng 2,6 trên 100.000 người.
Vấn đề sức khỏe chính của Ethiopia được cho là bệnh truyền nhiễm do vệ sinh kém và suy dinh dưỡng. Những vấn đề này càng trầm trọng thêm do tình trạng thiếu nhân lực được đào tạo và cơ sở y tế.
Vấn đề chăm sóc sức khỏe là tương đối tốt hơn ở các thành phố. Tỷ lệ sinh, tỷ lệ tử vong của trẻ sơ sinh tương đối thấp hơn ở các thành phố so với vùng nông thôn, do tiếp cận tốt hơn với các chính sách chăm sóc sức khỏe. Tuổi thọ trung bình cao hơn ở mức 53 tuổi ở thành thị so với 48 tuổi trong các khu vực nông thôn. Mặc dù vệ sinh là một vấn đề lớn, nhưng việc sử dụng nguồn nước sạch đã được cải thiện hơn, 81% người dân ở các thành phố được dùng nước sạch so với 11% ở khu vực nông thôn. Điều này khuyến khích nhiều người di chuyển đến các thành phố với hy vọng có điều kiện sống tốt hơn.
Có 119 bệnh viện (12 tại Addis Ababa) và 412 trung tâm y tế ở Ethiopia. Ethiopia có tuổi thọ trung bình tương đối thấp (58 tuổi). Tỷ lệ tử vong ở trẻ sơ sinh là tương đối rất cao, trên 8% trẻ sơ sinh chết trong hoặc ngay sau khi sinh, (mặc dù điều này là giảm đáng kể từ 16% vào năm 1965) trong khi các biến chứng liên quan đến sinh sản đã ảnh hưởng đến nhiều phụ nữ ở Ethiopia.

### Giáo dục

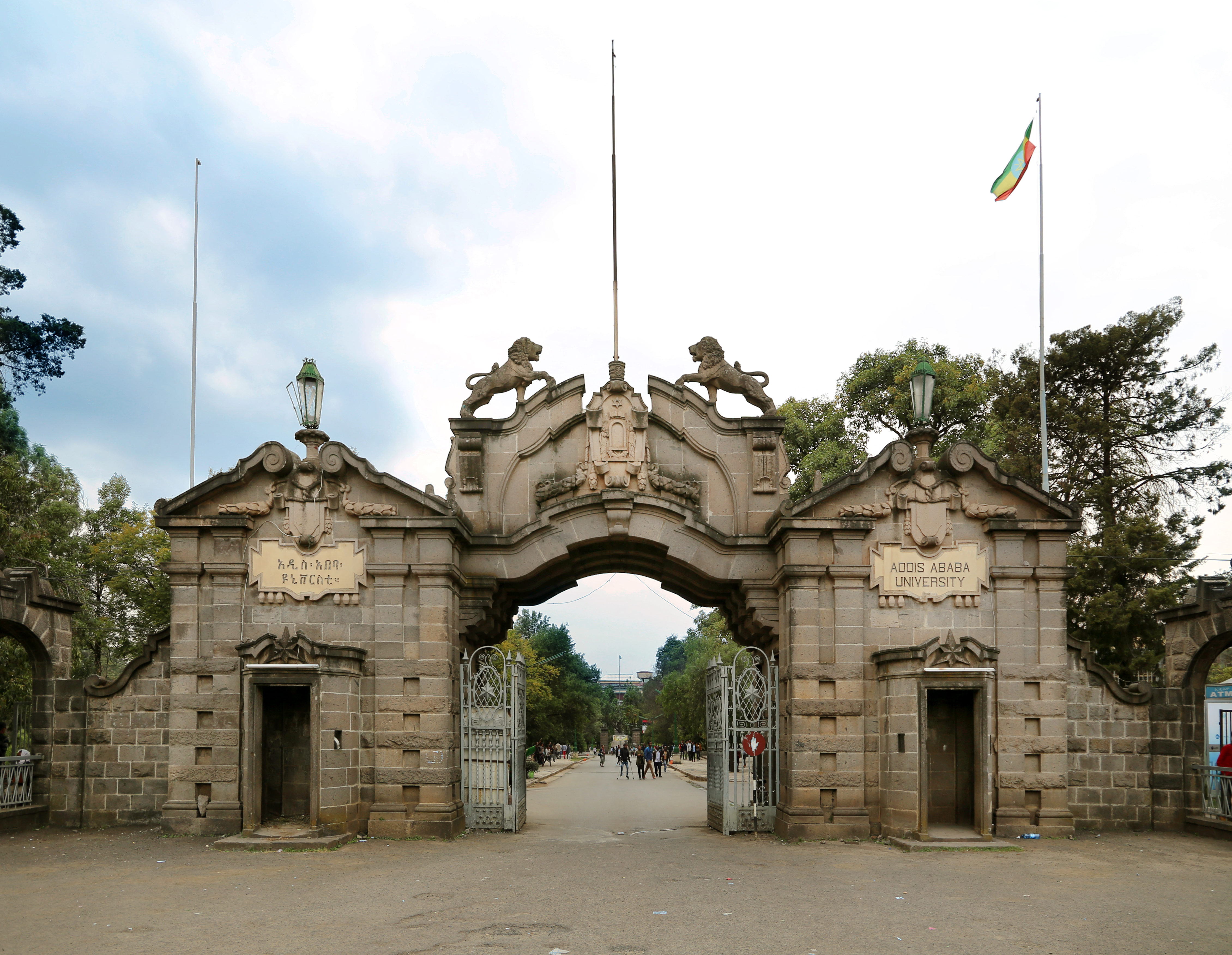
Cổng vào Đại học Addis Ababa

Chương trình giáo dục không bắt buộc. Giáo dục tiểu học bắt đầu từ năm 7 tuổi và trung học từ năm 13 tuổi. Khoảng 50% số trẻ em đến tuổi được đến trường.
Tính đến năm 2022, Ethiopia có tổng cộng 83 trường đại học, bao gồm 42 trường đại học công lập và hơn 35 cơ sở giáo dục bậc cao. 16.305 du học sinh theo học đại học tại Ethiopia. Tổng số sinh viên đại học công lập và tư thục đã tăng từ 34.000 sinh viên vào năm 1991 lên 757.000 sinh viên vào năm 2014. Ethiopia đã thành công đáng kể trong việc phổ cập giáo dục. Số lượng học sinh tiểu học tăng từ ba triệu học sinh vào năm 1994–95 lên 15.5 triệu học sinh vào năm 2008–09. Năm 2013–14, số lượng học sinh, sinh viên tăng đáng kể trên tất các các vùng của Ethiopia. Tỷ lệ nhập học chung trên cả nước là 104,8% đối với nam và 97,8% đối với nữ.

### Tôn giáo
Tôn giáo tại Ethiopia (2007)
Theo cuộc điều tra dân số năm 2007, Kitô giáo chiếm 62,8%, trong đó Chính thống giáo Cổ Đông phương (Giáo hội Chính thống Ethiopia) chiếm 43,5%, Tin lành 18,6% và Công giáo Rôma (Giáo hội Công giáo Ethiopia) chiếm 0,7%. Hồi giáo chiếm 33,9%, các tín ngưỡng vật linh chiếm 2,6%, tôn giáo khác và không tôn giáo chiếm 0,7%.

### Ngôn ngữ

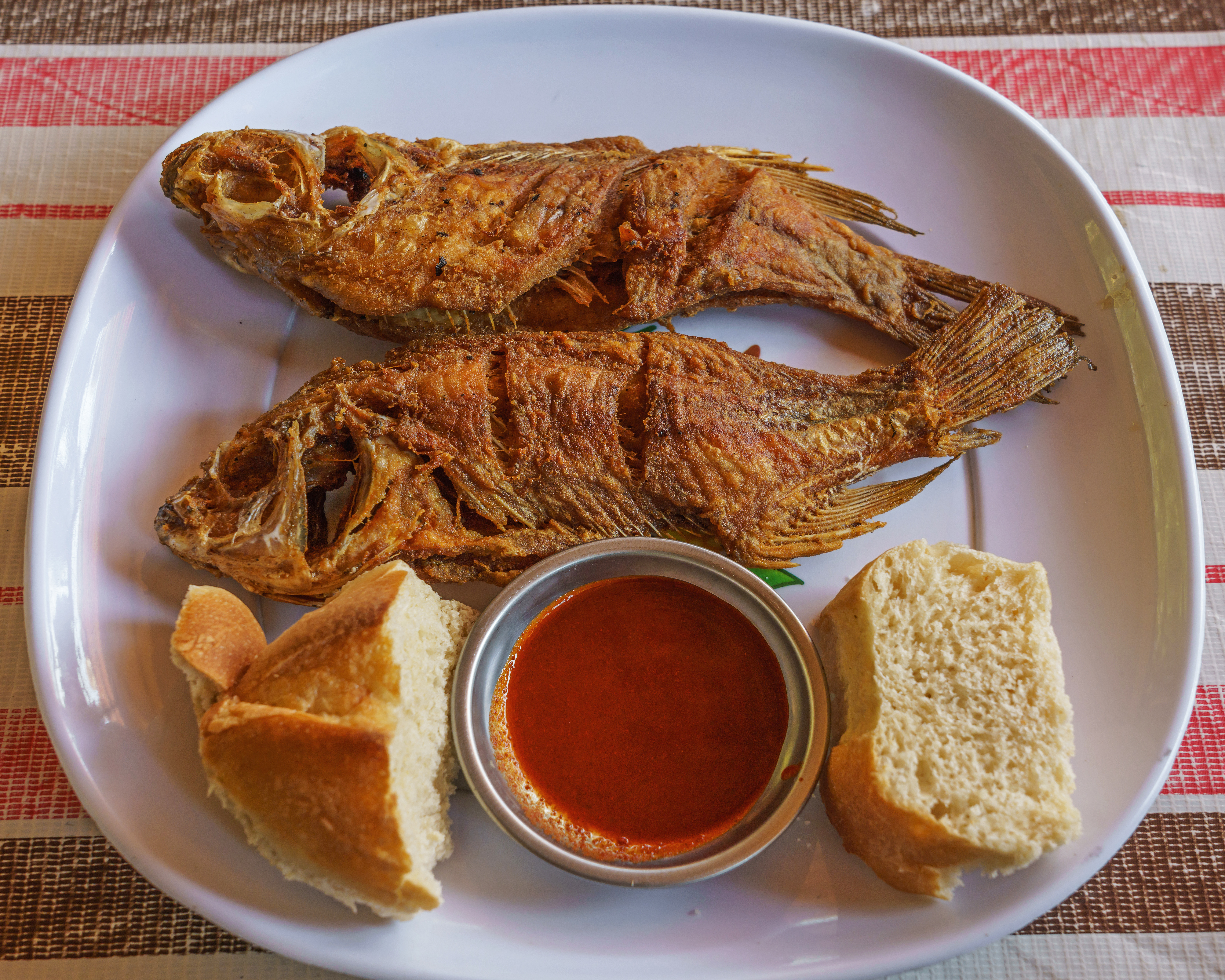
Một món cá truyền thống ở Ethiopia

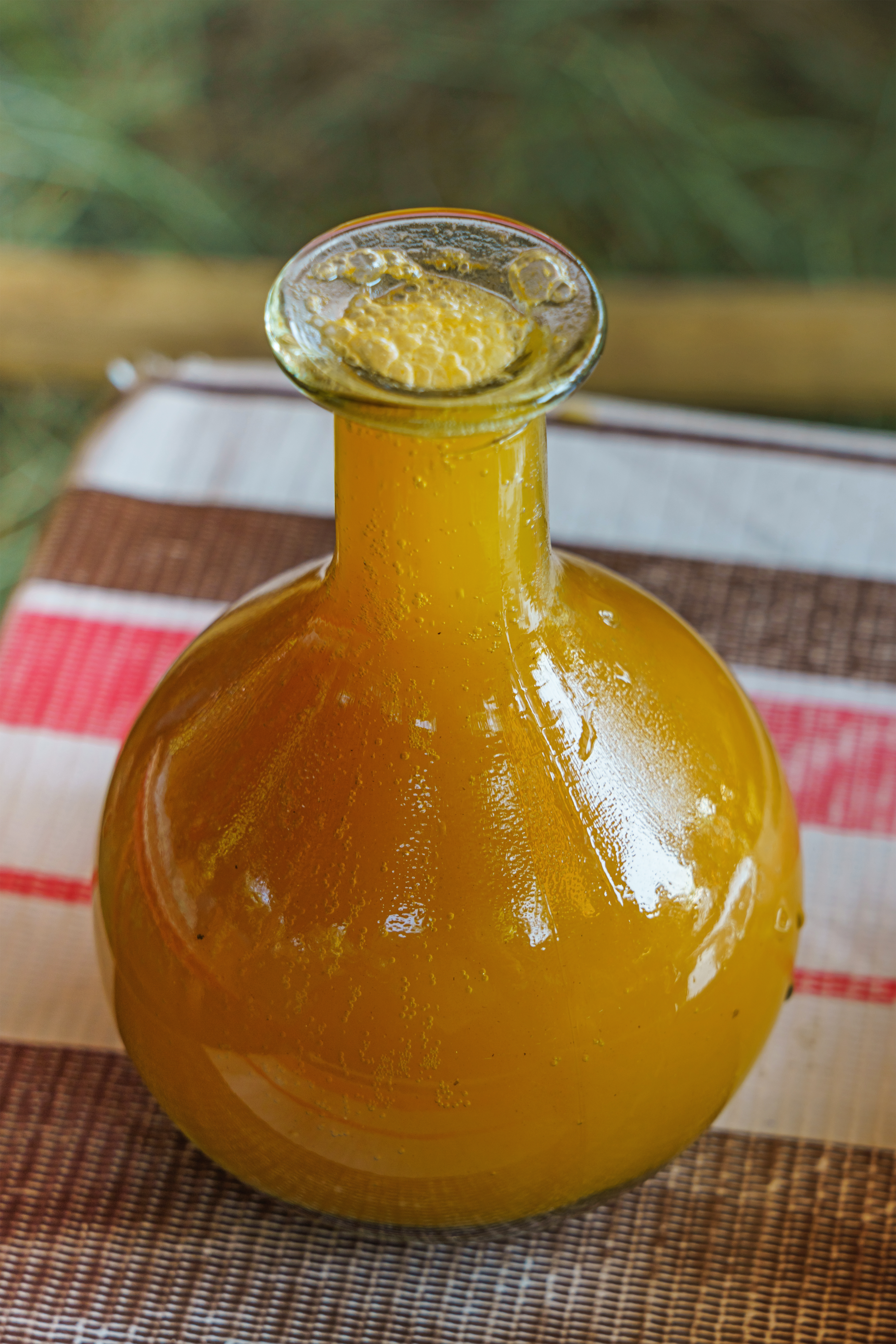
Tej, một loại rượu mật ong của Ethiopia

Ngôn ngữ của Ethiopia tính đến  năm 2007 Census
Ước tính có từ 90 đến 109 ngôn ngữ được sử dụng tại Ethiopia Hầu hết dân số Ethiopia sử dụng các ngôn ngữ thuộc ngữ hệ Phi-Á, cụ thể là ngữ tộc Cushit và Semit. Những ngôn ngữ thuộc ngữ tộc Cushit bao gồm tiếng Oromo của người Oromo và tiếng Somali của người Somali, những ngôn ngữ thuộc ngữ tộc Semit bao gồm tiếng Amharic của người Amhara và tiếng Tigrinya của người Tigrayan. Bốn thứ tiếng này tổng cộng được ba phần tư dân số Ethiopia sử dụng. Những ngôn ngữ khác được sử dụng phổ biến bao gồm tiếng Sidamo, tiếng Afar, tiếng Hadiyya và tiếng Agaw thuộc ngữ tộc Cushit, cùng với tiếng Gurage, tiếng Harari, tiếng Silt'e và tiếng Argobba thuộc ngữ tộc Semit. Tiếng Ả Rập được sử dụng tại một số khu vực.